# Bettendorf (França)
Berrwiller é uma comuna francesa na região administrativa de Grande Leste, no departamento Alto Reno. Estende-se por uma área de 4,73 km². Em 2010 a comuna tinha 451 habitantes (densidade: 95,3 hab./km²).
| 1962 | 1968 | 1975 | 1982 | 1990 | 1999 |
| 272  | 318  | 329  | 342  | 394  | 427  |